# Nabarniz
Nabarniz är en kommun i Spanien. Den ligger i Biscayaprovinsen i den autonoma regionen Baskien i norra delen av landet, 300 km norr om huvudstaden Madrid. Antalet invånare är 274 (2024). Arean är 11,76 kvadratkilometer. Nabarniz gränsar till Gizaburuaga, Aulesti, Elexalde Mendata, Arratzu, Kortezubi, Ereño och Ispaster. 